# 보리스 플로트니코프

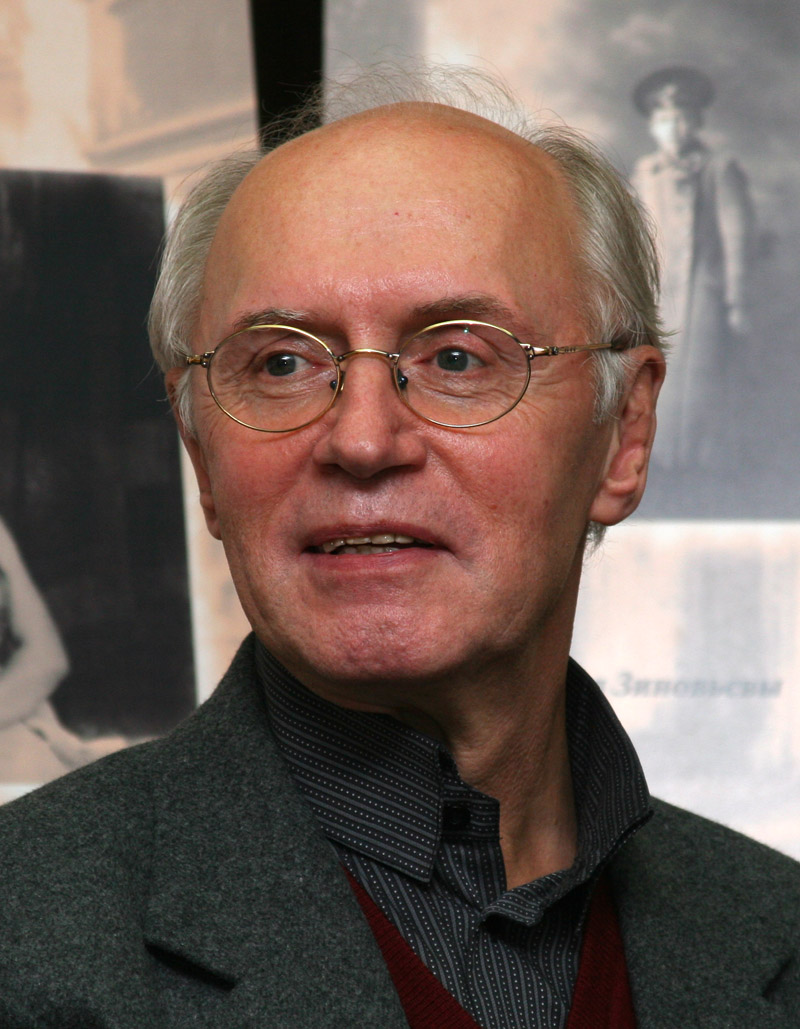

보리스 플로트니코프(Boris Plotnikov, 1949년 4월 2일 ~ 2020년 12월 2일)는 소련의 배우, 텔레비전 배우이다.

## 영화
- 감브리너스(1990년)
- 개의 심장(1988년)
- 1953년의 서늘한 여름(1987년)
- 피터 대제(1986년)
- 고양(1977년)